# ВИА Гра
„ВИА Гра” (рус. ВИА Гра, укр. ВІА Гра) је била украјинска женска поп група основана 2000. у Кијеву. Група се сматрала једним од најуспешнијих музичких пројеката на руском језику 2000-их. Група је снимила пет студијских албума: три од њих су добила златни статус у Русији, један албум на енглеском језику добио је платинасти статус на Тајланду и златни у неким другим азијским земљама; Објављено је више од тридесет радио синглова и видео клипова. „ВИА Гра” је лауреат многих музичких награда, попут „Златног диска”, „Златног грамофона”, „Награде Муз-ТВ-а”, „Песме године” и других. За целу историју колектива сменило се 20 учесница и 20 састава.
Бивши музички, и генерални продуцент групе био је  Константин Меладзе. Оснивач колектива је украјински бизнисмен био је  Дмитриј Костюк, од 2000. до 2011. године он је играо улогу генералног продуцента пројекта. Назив групе алузија на лековити лек виагра; у исто време ВИА се дешифрира као вокално-инструментални ансамбл; „гра” је у преводу са украјинског „игра”. 2003.године, издајући дебитантни албум на енглеском језику под именом V.I.A. Gra и добијајући претњу од судске тужбе од произвођача дроге, руководство Sony Music-а је групи дало псевдоним Nu Virgos.
Од 2022. године група је прекинула своју творчку активност.

## Чланови групе
- Аљона Виницка (2000—2003)
- Надежда Грановска	(2000—2006, 2009—2011)
- Татјана Најник (2002)
- Ана Седокова (2002—2004)
- Вера Брежњева (2003—2007)
- Светлана Лобода (2004)
- Албина Џанабајева (2004—2013)
- Кристина Коц-Готлиб (2006)
- Олга Корјагина (2006—2007)
- Меседа Багаудинова (2007—2009)
- Татјана Котова (2008—2010)
- Ева Бушмина (2010—2013)
- Санта Димопулос (2011—2012)
- Ерика Герцег (2013—2020)
- Миша Романова	(2013—2018)
- Анастасија Кожевникова (2013—2018)
- Олга Меганска (2018—2020)
- Уљана Синецка (2018—2022)
- Ксения Попова (2020—2022)
- Софија Тарасова (2020—2022)

## Дискографија
- 2001 —
- 2003 —
- 2003 — Stop! Stop! Stop!
- 2003 —
- 2007 — L.M.L.